# Rejected
Rejected ist ein US-amerikanischer Zeichentrick-Kurzfilm von Don Hertzfeldt aus dem Jahr 2000.

## Handlung
Im Frühjahr gab der Family Learning Channel bei Don Hertzfeldt Werbefilme für den Sender in Auftrag, lehnte jedoch sämtliche der innerhalb von fünf Wochen fertiggestellten Filme ab: Sie zeigen unter anderem ein Männchen mit riesigem Löffel vor einer kleinen Müslischale und eine Banane, die Allgemeinplätze von sich geben („My spoon is too big.“ – „I am a banana.“), sowie zwei Männchen, die Nonsense reden, woraufhin einem ein Monsterschneemann aus dem Kopf wächst, der andere „F*ck“ sagt und von einer Schweinequalle überflogen wird. Auf einer „Silly Hats Only“-Party wird ein Zylinderträger von den anderen Anwesenden gelyncht und zwei Männchen sprechen erneut Nonsense, woraufhin aus dem Auge des einen ein Blutschwall strömt und den anderen in Blut tränkt.
Nicht nur der Family Learning Channel lehnte Hertzfeldts Werbefilme ab. Auch Johnson & Mills war mit den Werbefilmen für ihre Produkte nicht zufrieden. Ein Männchen betrachtet zum Beispiel ein Schild, auf dem „Vorfahrt achten“ steht. Als ein Ufo landet und ein Alien ihm beide Augen entfernt, läuft er dennoch gegen das Schild. Zwei Männchen sprechen miteinander und der eine reißt dem anderen den Bauch auf, woraufhin die Organe rausfallen. Ein Kleinkind macht stolz von den Eltern beobachtet seine ersten Schritte und fällt die Treppe herunter, worauf Applaus aufbrandet. Eine Wolke fordert andere Wolken auf zu tanzen, ertrinkt am Ende jedoch an Blut, das aus ihrem Anus läuft. Stets folgen im Anschluss Werbesprüche („johnson & mills fish sticks – Now with more sodium.“, „johnson & mills bean lard mulch – Now with vitamin c!“).
Der zunehmende intellektuelle Verfall der Werke Hertzfeldts geht am Ende auch mit seinem persönlichen Verfall einher, so beginnt er, wackelige Animationssequenzen mit der linken Hand zu schaffen. Die Filme wiederum zerfallen aufgrund von Nichtnutzung mit der Zeit in ihre Bestandteile, so stapeln sich die Werbespruchbuchstaben und einzelne Figuren werden von anderen erschlagen. Einige Männchen flüchten sich auf leere Seiten, die jedoch bald zerknüllt werden und schließlich im Schwarz verschwinden.

## Produktion
Die Arbeit an Rejected begann am 3. März 1999. Wie viele Filme Hertzfeldts beruhte auch die Entstehung von Rejected auf Improvisation. Szenen wurden verworfen, umgeschnitten, die Reihenfolge der Szenen unterlag ständigen Änderungen, Dialoge wurden neu geschrieben, obwohl die zugehörigen Szenen bereits animiert waren, bzw. durch Soundeffekte ersetzt. Sämtliche Szenen sind traditionell handanimiert; die Szenen zu Ende des Films wurden in Stop-Motion umgesetzt. Rückblickend gilt Rejected als Hertzfeldts „most behind-schedule and wildly out of control project“, also das chaotischste Projekt mit dem größten Zeitverzug.
Die einzelnen Segmente werden von Ludwig van Beethovens 9. Sinfonie, 1. und 2. Satz, getrennt. In der Szene der tanzenden Wolken ist im Hintergrund das schwedische Weihnachtslied Nu är det jul igen zu hören. Die Figuren wurden von Don Hertzfeldt, Robert May und Jennifer Nyholm synchronisiert.
Der Film erlebte im Frühjahr 2000 auf der San Diego Comic-Con International seine Premiere und sorgte für Irritationen und die Frage, ob der Film „echt“ sei – Hertzfeldt hat in Wirklichkeit nie im Werbefilmbereich gearbeitet und der Film ist rein fiktional. Inzwischen hat er in Fankreisen Kult-Status erreicht.

## Auszeichnungen
Rejected gewann 2000 auf dem Chicago International Film Festival den Gold Hugo als Bester animierter Kurzfilm. Auf dem Melbourne International Animation Festival erhielt er 2001 den Flying Gherkin International Award for Creativity.
Der Film war 2001 für einen Oscar in der Kategorie „Bester animierter Kurzfilm“ nominiert, konnte sich jedoch nicht gegen Father and Daughter durchsetzen. Zudem erhielt er eine Annie-Nominierung.